# Martín (obispo de Segorbe)
Martín (también, Martino), primer obispo segobricense, pontificó en Albarracín entre 1176 y 1212.

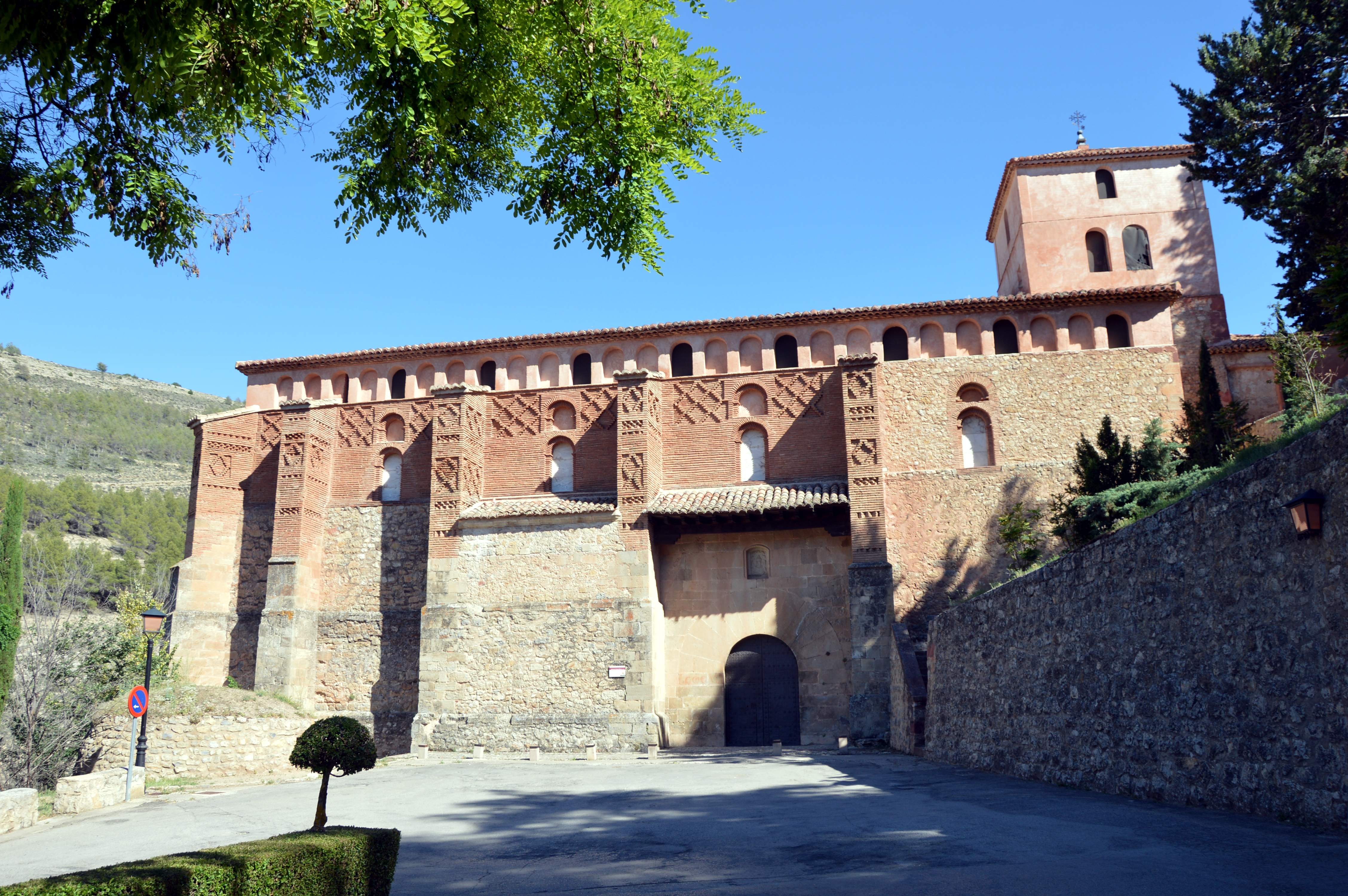
Vista general (frontal) de la iglesia de Santa María, primer templo medieval cristiano de Albarracín (Teruel), construido antes de 1200: el aspecto actual se debe a las obras realizadas en el por el arquitecto francés Quinto Pierres Vedel (fallecido en 1567)

Se refiere al mismo Martín, ahora como primer obispo de la denominada diócesis Segobricensis et Sanctae Mariae de Albarrazino, título canónico de la anteriormente llamada diócesis «Arcabricense», que solo estuvo vigente hasta el 1 de marzo de 1176.-

## Biografía
Francisco de Asís Aguilar escribe del obispo Martino, que ocupando ya la sede de Toledo el arzobispo Martín López de Pisuerga (1192-1208), sucesor de don Cerebruno, hizo votos de obediencia como sufragáneo que era de la Iglesia de Toledo:

«Ego Martinus Segobricensis episcopus, cum ecclesia S. Mariae de Barracins, quam modo pro sede habeo [...] subjectionem et reverentiam promitto vobis Domino Martino, metropolitano meo, Toletanae sedis archiepiscopo, sicut in consecratione mea antecesori vestro Domino Cerebruno promissi».
 Noticias de Segorbe y de su obispado por un sacerdote de la diócesis, Francisco de Asís Aguilar

La traducción que ofrece el mismo Aguilar, dice: «Yo Martín obispo de Segorbe (cabría mejor decir obispo segobricense) con la iglesia de Santa María de Albarracín que tengo provisionalmente por sede [...] prometo obediencia y reverencia á vos señor Martín mi metropolitano, arzobispo de Toledo, como la prometí en mi consagración á vuestro antecesor el señor Cerebruno».
Aguilar (1890) escribe que el acto de acatamiento (obediencia y reverencia) del obispo segobricense al nuevo arzobispo de Toledo, Martín López de Pisuerga (1192-1208), fue en 1191: pero debió ser al año siguiente, pues a esa fecha López de Pisuerga era todavía obispo de Sigüenza (1181-1192).
Este primer prelado segobricense, en un histórico diploma datado el 16 de agosto de 1200, en presencia del arzobispo de Toledo se autodenomina «Ego Martinus, segobricensis espicopus», al tiempo que declara la Catedral del Salvador de Albarracín como su iglesia.--

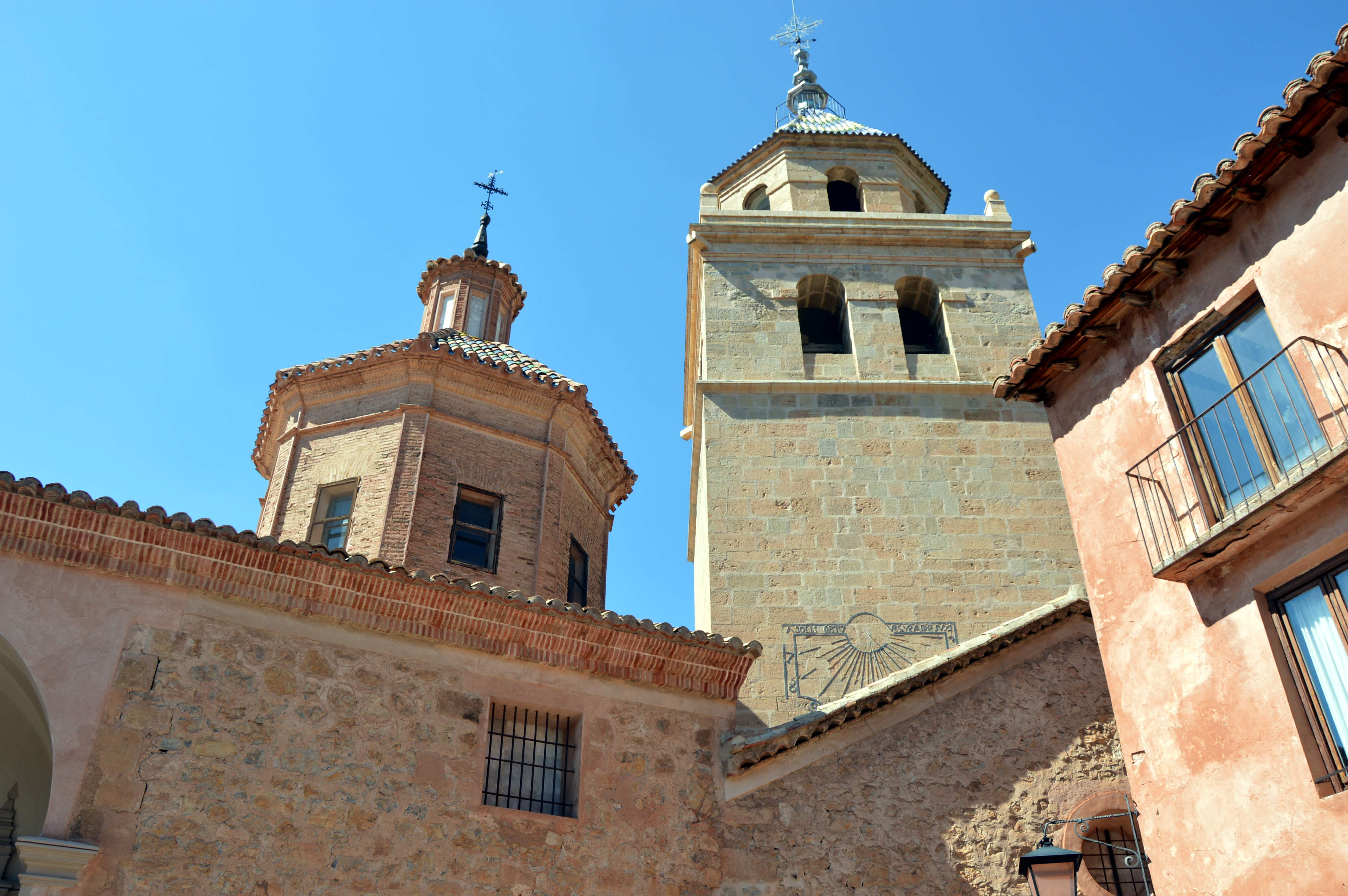
Vista parcial (meridional) de la Catedral del Salvador de Albarracín (Teruel), con detalle de la torre, obra de Alonso del Barrio Dajo (2017).